# Peças-problemas
Nos estudos referentes à William Shakespeare, o termo "peças problemas" normalmente se refere a três comédias que Shakespeare escreveu entre finais da década de 1590 e os primeiros anos do século XVII: Tudo Bem Quando Termina Bem, Medida por Medida e Tróilo e Créssida, embora alguns críticos teriam prorrogado o prazo para outras peças teatrais, mais comumente Hamlet, Conto do Inverno, Timão de Atenas e O Mercador de Veneza. O termo foi criado pelo crítico F.S. Boas em seu Shakespeare e seus Antecessores (1896).
O termo deriva de um tipo de teatro popular que estava na altura da escrita de Boas. Foi na maior parte associado com o dramaturgo norueguês Henrik Ibsen. Nestas peças a situação enfrentada pelo protagonista é apresentada pelo autor como um exemplo representativo de um problema social contemporâneo. Para Boas, esta forma moderna do drama forneceu um modelo útil para os estudos dos trabalhos de Shakespeare, que pareciam previamente situados entre o cômico e o trágico, embora as três peças nominais identificadas por Boas são todas comédias. Para Boas, as "peças problemas" de Shakespeare servem para explorar dilemas morais específicos e problemas sociais através do caráter das personagens centrais.
As "peças problemas" estão ligadas pelo tom confuso de suas linguagens, que se transfere do violento ao escuro, passando pelo drama psicológico e se transformando em algo como cômico e inocente; Tudo Bem Quando Termina Bem contém términos felizes que parecem artificiais, enquanto que Tróilo e Créssida não termina com uma morte trágica, e nem possui final feliz. Boas usou o termo para as peças em que a resolução dos temas e dos debates nelas contidos parece inadequada, pois no ato final não ocorre a tão esparada libertação de justiça e sua conclusão. Outras definições foram tomadas, mas todas centram-se no fato de que essas "peças problemas" não podem ser facilmente atribuídas como comédia ou drama/tragédia (em seus valores tradicionais). As três obras também são referidas como comédias escuras (dark comedies), pois, embora haja tom cômico em certas personagens (comédias), não se pode ignorar o tom dramático das mesmas, muitas vezes pensantes sobre a existência e tendo um interesse profundo na psicologia humana (escuras).
Muitos críticos têm sugerido que essa sequencia de peças marca um ponto de giro psicológico para Shakespeare, durante o qual ele perdeu o interesse em comédias românticas (do qual havia se especializado em escrever) e voltou-se para algo mais escuro, nos mundos de Hamlet, Otelo, Rei Lear e Macbeth.
Alguns estudiosos consideram Hamlet - que foi escrito provavelmente no mesmo ano de Boas - como uma das "peças problemas" também.